# Pogorszewo
Pogorszewo (kaszb. Pògòrzewò lub też Pògòrszewò, niem. Puggerschow) – osada kaszubska w Polsce położona w województwie pomorskim, w powiecie lęborskim, w gminie Nowa Wieś Lęborska w pobliżu linii kolejowej Lębork-Łeba i przy drodze wojewódzkiej nr . Wieś jest częścią składową sołectwa Garczegorze.
W latach 1975–1998 miejscowość administracyjnie należała do województwa słupskiego.